# Cathédrale de l'Immaculée-Conception de Kansas City
Cette  cathédrale n’est pas la seule cathédrale de l'Immaculée-Conception.
La cathédrale de l'Immaculée-Conception (en anglais : Cathedral of the Immaculate Conception) est le siège du diocèse de Kansas City-Saint Joseph dans le Missouri avec la cocathédrale Saint-Joseph (en) de Saint Joseph. Dédiée à l'Immaculée Conception, elle se trouve à Kansas City. C'est une contributing property du quartier de Quality Hill et est inscrit au registre national des lieux historiques. 

## Histoire
Le P. Benoît Roux, né en France, arrive à Kansas City en 1833. Deux ans plus tard, il fait construire une modeste église de rondins qu'il dédie à saint Jean-François Régis. De 1845 à 1880, la paroisse est desservie par l'abbé Bernard Donnelly qui visite les différentes missions à cheval. Il fait construire en 1857 une église de briques qu'il dédie à l'Immaculée Conception.

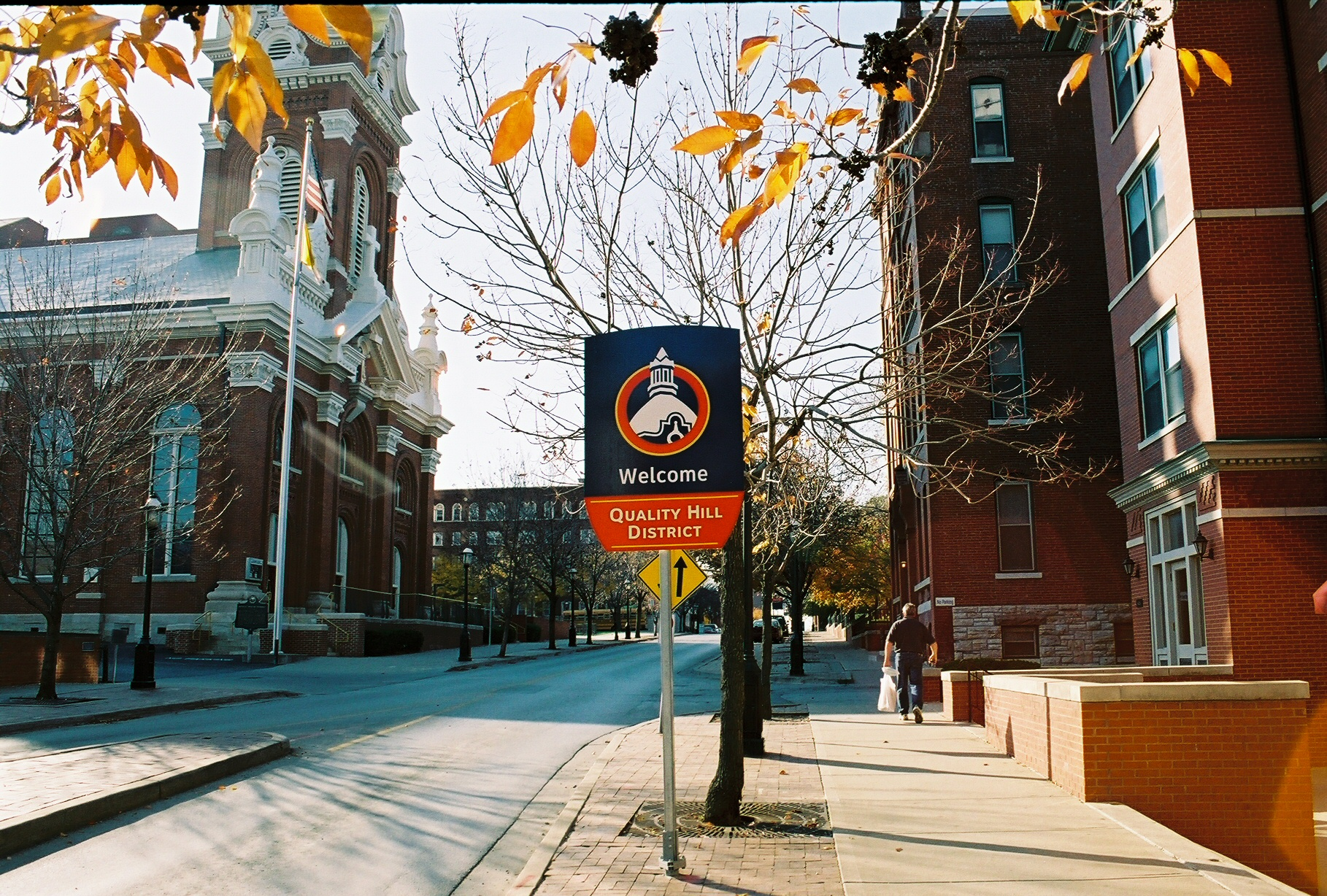
La façade de la cathédrale est visible à gauche de la photographie.

Le diocèse de Kansas City est érigé par Léon XIII en 1880 et Mgr John Joseph Hogan choisit cette église comme cathédrale. Il bénit la pierre angulaire d'un nouvel édifice, la cathédrale actuelle, en 1882. Alors que les travaux ne sont pas terminés, la première messe est dite le dimanche de la Trinité 1883. La cathédrale est bâtie sur un point culminant de la ville (76,2 m) et c'est à l'époque l'édifice le plus grand de Kansas City. Pour lever des fonds au début, la paroisse vendait des tickets aux visiteurs pour qu'ils puissent admirer la vue du haut du clocher 
Un carillon comprenant onze cloches est placé en haut de la tour en 1895. Elles sont baptisées : Sainte Anne, Saint Bernard, Sainte Catherine, Sainte Cécile, Saint Édouard, Sainte Élisabeth, Sainte Hélène, Saint Jean, Sainte Marie et Saint Thomas (qui est la plus grosse). Les vitraux sont l'œuvre d'artisans locaux, la Kansas City Stained Glass Works Company, et ont été installés en 1912. Ils décrivent différentes scènes bibliques et de la vie de Jésus.
L'intérieur a été rénové en 1955. Quelques mois plus tard, le diocèse fusionne avec celui de Saint Joseph.
En 1960, le dôme de cuivre de la cathédrale donne des signes de dégradation et il est remplacé par un nouveau dôme, et une coupole et une croix dorées à la feuille d'or. Une autre campagne de restauration intervient en 2001 et la cathédrale est de nouveau consacrée (par Mgr Boland), le 23 février 2003.